# Aczibe
Aczibe (em hebraico: אכזיב, "falsidade", "mentira" ou "decepcionante") é um sítio arqueológico na costa norte de Israel, 15 quilômetros ao norte do Acre. Foi fundado no período Cananeu Médio II (Bronze) pelos fenícios. Na Bíblia, ele é descrito como estando dentro do território atribuído à tribo de Aser. Uma aldeia árabe, Az-Zeebe, foi criada no sítio durante o período mameluco. Hoje Aczibe é um parque nacional.

## História

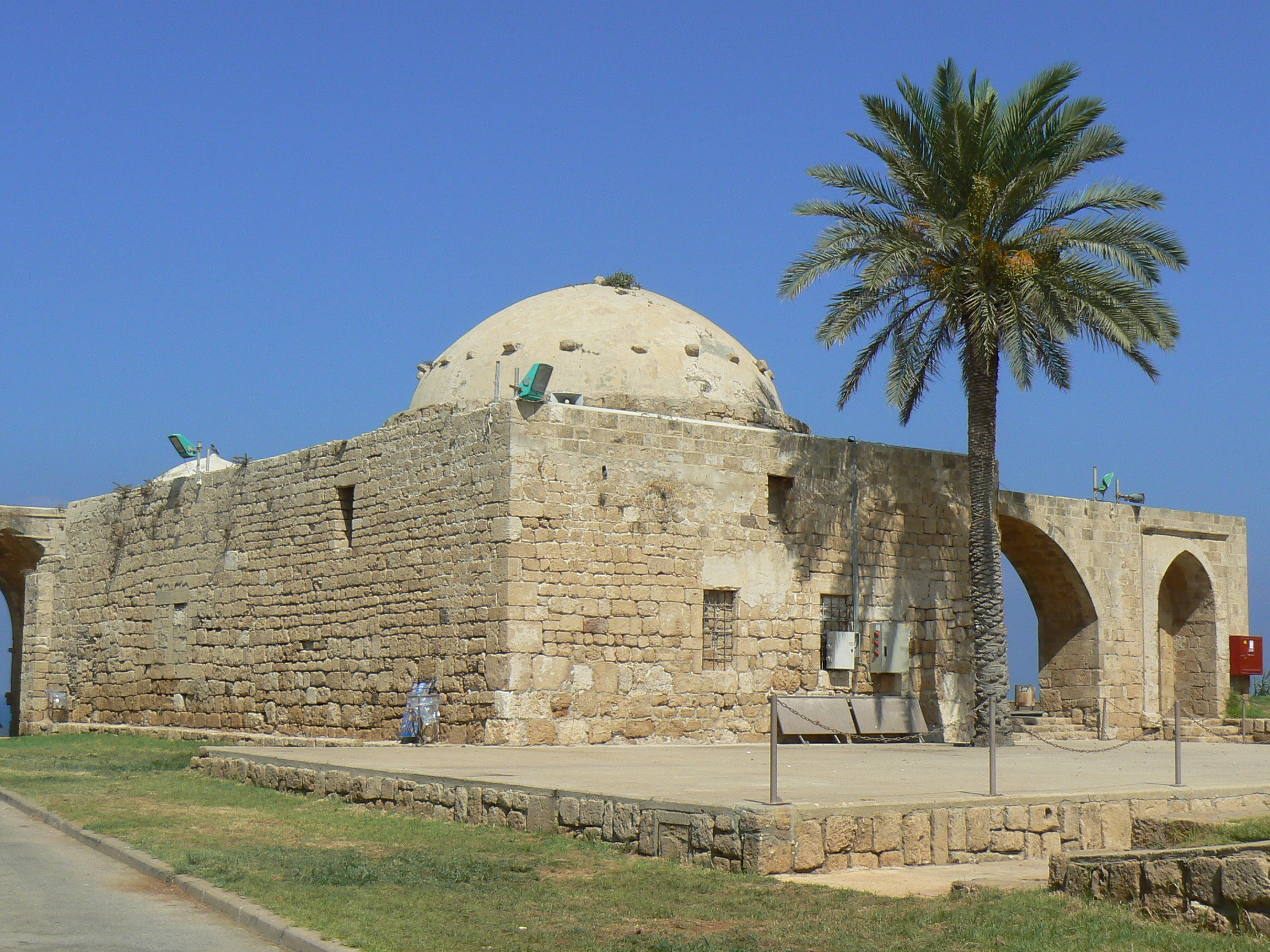
Edifício restaurado no Parque Nacional de Aczibe

Na bíblia foi uma má cidade em Shefelá, ou planície da nação de Judá (Josué 15:44), provavelmente a mesma que Quezibe citada em Gênesis 38:5 (Ain Kezbeh). 

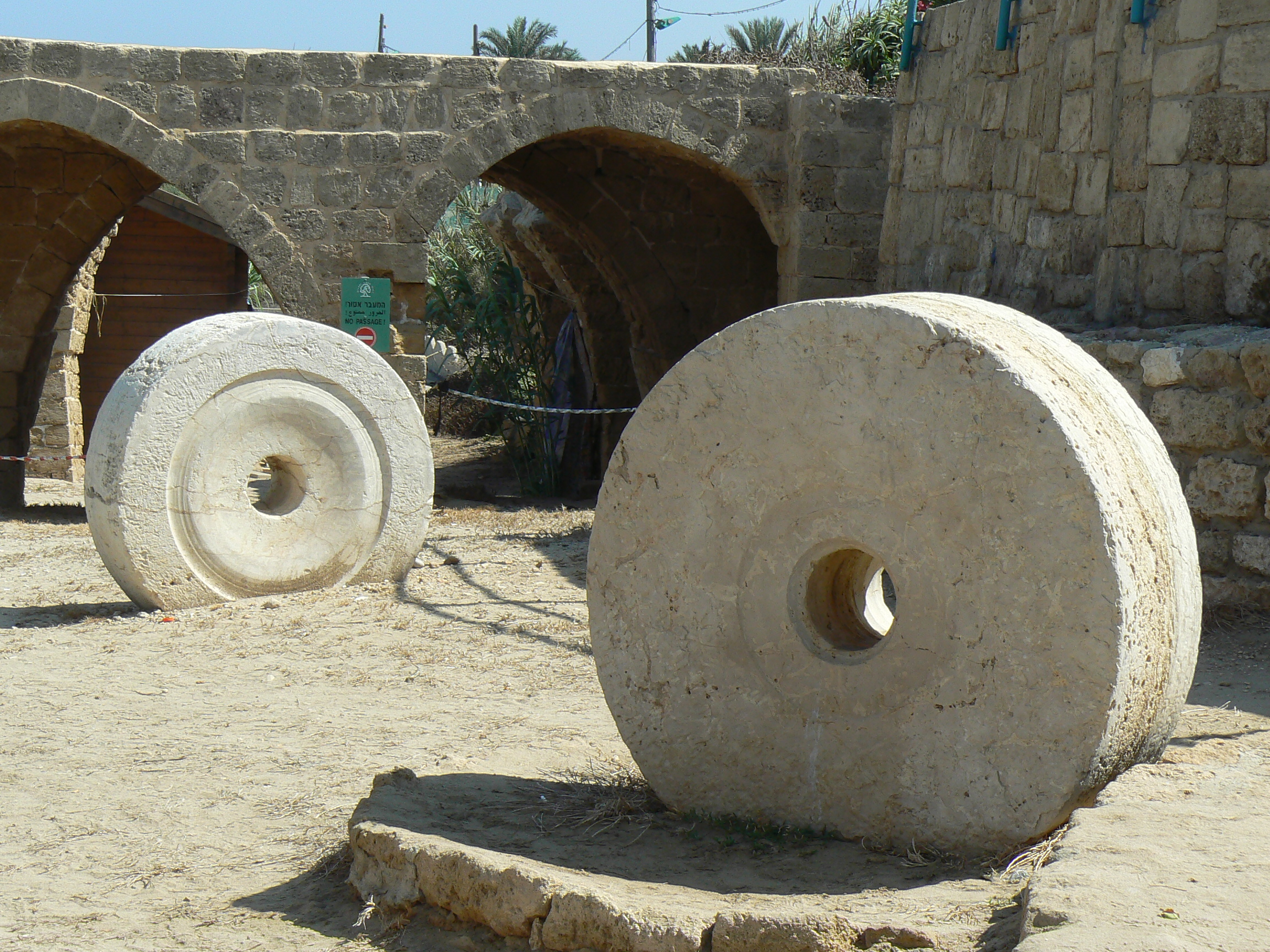
Antigas mós no Parque Nacional de Aczibe